# کیتا ایشیدو
کیتا ایشیدو (ژاپنی: 石堂 圭太؛ زادهٔ ۴ ژوئن ۱۹۹۲) یک بازیکن فوتبال اهل ژاپن است.
از باشگاه‌هایی که در آن بازی کرده‌است می‌توان به باشگاه فوتبال فوکوشیما یونایتد اشاره کرد.